# Hollingstedt (Treene)
Hollingstedt (niederdeutsch: Hornstedt, dänisch: Hollingsted, jütländisch: Hollengstej) ist eine Gemeinde im Kreis Schleswig-Flensburg in Schleswig-Holstein. Der an der Treene liegende Ort ist für seine Geschichte in der Wikingerzeit und die vielen Störche bekannt: Ein Wikingerschiff und ein Storch sind Teile des Wappens. Friedrichsfeld liegt im Gemeindegebiet.

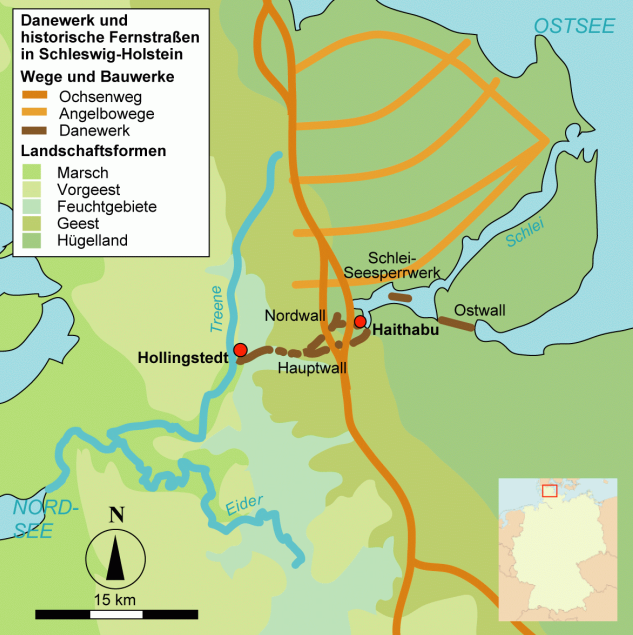
Lage des Danewerks östlich von Hollingstedt

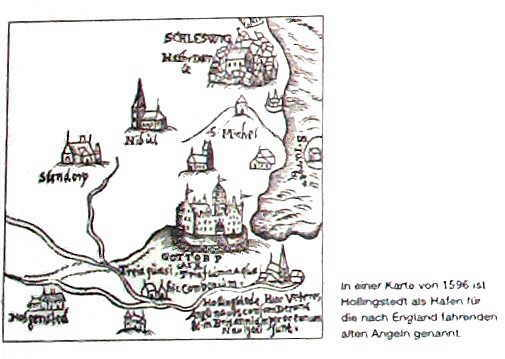
Historische Karte von Hollingstedt

## Geografie
Hollingstedt befindet sich im Bereich der „Schleswiger Landenge“ zwischen Nordsee und Ostsee. Es gehörte zur historischen Verwaltungseinheit Arensharde im Amt Gottorf. Bereits 1231 verzeichnet das Erdbuch von Waldemar II. die Arensharde als ein Gebiet im Istathesyssel. 
Das Kirchspiel schließt an das Ostufer der mittleren Treene an und breitet sich beiderseits in östlicher Richtung aus. Das Kirchendorf liegt auf einer Altmoräne, die eine Sandzunge bis an die Treene geschoben hat. Dieser Sandausläufer machte die Besiedlung in einer Landschaft möglich, das fast nur von Moor, Sumpf und Urwald umgeben war.
Der Weg hinter der Kirche zum Gemeindehaus fällt in südlicher Richtung steil bergab. 
Rund drei Weißstorchpaare brüten jährlich auf Betonmasten im Ort. Mitte der 1960er Jahre waren es noch 15 bis 19 Brutpaare. In Friedrichsfeld befindet sich ein weiteres besetztes Nest.

## Geschichte
Der Ort wurde 1153 als Hugstaeth, 1285 als Huglaestath und 1436/62 als Hollingstedte (aus der Kurzform des altnordischen Hugleikr und stedt) erwähnt. Im 13. Jahrhundert tauchen auch die abweichenden Namen Hylingstada und Hylingstadir auf. Im selben Jahrhundert wird der Ort in der Knýtlinga-Saga erwähnt. Der Name ist altdänischer Herkunft und wird in der Ortsnamensforschung als Hügelstätte gedeutet.
In der Jungsteinzeit haben hier um Hollingstedt Bauern gelebt. Dies ist durch den Fund einer Steinaxt der jungsteinzeitlichen Einzelgrabkultur, einen spätneolithischen Flintdolch und mehrere Feuersteinwerkzeuge im heutigen Gemeindegebiet belegt.
Im Jahre 449 sollen die Angeln in Hollingstedt ihre Schiffe bestiegen haben, um über die Nordsee nach Britannien zu segeln. Dazu gibt es eine alte Karte aus dem Jahre 1596, in dem Hollingstedt als Ausgangshafen für die Angeln genannt ist.
Um 700 wurde der Krummwall des Danewerks gebaut. Seit der Fertigstellung des Krummwalls war Hollingstedt der westliche Endpunkt des Danewerks.
Im Jahre 826 soll hier Ansgar, der Apostel des Nordens, mit dem Wikingerkönig Harald Klak, von Mainz kommend, an Land gegangen sein.
Durch Hollingstedt führte – von Oeversee aus dem Norden kommend und in Süderstapel an der Eider endend – der Stapelholmer Weg.
In West-Ost-Richtung gab es einen Handelsweg zum östlich verlaufenden Ochsenweg und weiter bis nach Haithabu. Die 18 Kilometer lange Strecke nach Haithabu wurde mit Ochsenkarren befahren. Ab Hollingstedt und ab Haithabu konnten Schiffe fahren. Somit verlief eine Fernhandelsroute zwischen Nordsee und Ostsee durch Hollingstedt. Trotz der Transporte der Frachten über Land war dieser Handelsweg vorteilhaft, weil er den gefährlichen Seeweg durch das Skagerrak ersparte. Der Hollingstedter Hafen wurde offenbar sowohl von Schiffen nordischer Bauart als auch von frühen Koggen angefahren.
Bei Ausgrabungen in und um Hollingstedt wurden tausende von Scherben aus dem 6. bis 13. Jahrhundert gefunden, die einen regen Handelsverkehr bezeugen können. Weitere Bodenuntersuchungen und Grabungen am Ufer der Treene – in der Lahmenstraat – ergaben Belege für einen mittelalterlichen Hafen und Hinweise auf Bau und Reparatur von Schiffen. Ebenso wurde bei Ausgrabungen am Süderwiesenbach eine Verladestelle für rheinischen Tuff gefunden, der beim Bau vieler Kirchen an der Nordsee und in der Schleiregion sogar bis zur Ostsee benutzt wurde.
König Sven III. von Dänemark besuchte im Jahr 1153 den Ort, als er Schiffe in Hollingstedt zu Wasser ließ. 
Die Treene war bis zu ihrer Abdämmung bei Koldenbüttel im Jahre 1570 ein tidenabhängiges Gewässer: Der Tidenhub der Nordsee reichte über die Eider bis Hollingstedt und ermöglichte damit jeweils bei auflaufender Flut einen Schiffsverkehr. Nach dieser Abdämmung war ein Wasserverkehr nur noch mit kleineren Schiffen möglich.
Im Jahr 1713 übernachtete Zar Peter der Große in Hollingstedt.
In den Jahren von 1760 bis 1765 ließ Friedrich V, König von Dänemark und Norwegen, in der nordöstlichen Gemarkung von Hollingstedt eine Moorkolonie anlegen, die Friedrichsfeld genannt wurde. Hier wurden damals Kolonisten aus dem süddeutschen Raum angesiedelt, um das Moorgebiet urbar zu machen.
Hollingstedt gehörte zur Gemeinde Friedrichsfeld, bis diese am 20. Januar 1873 aufgelöst wurde. Hollingstedt war eine der drei Nachfolgegemeinden.
Im Schulhaus werden seit 1965 landeskundliche Materialien für den Unterricht gesammelt. 

## Politik

### Gemeindevertretung
Bei der Kommunalwahl am 14. Mai 2023 wurden insgesamt elf Sitze vergeben. Von diesen erhielt die CDU sechs Sitze und Gemeinsam für Hollingstedt fünf Sitze.

### Wappen
Blasonierung: „In Gold ein blauer Schrägwellenbalken, begleitet oben von einem schreitenden Storch in natürlichen Farben, unten von einem schwarzen wikingerzeitlichen Schiff mit gerefftem roten Segel.“

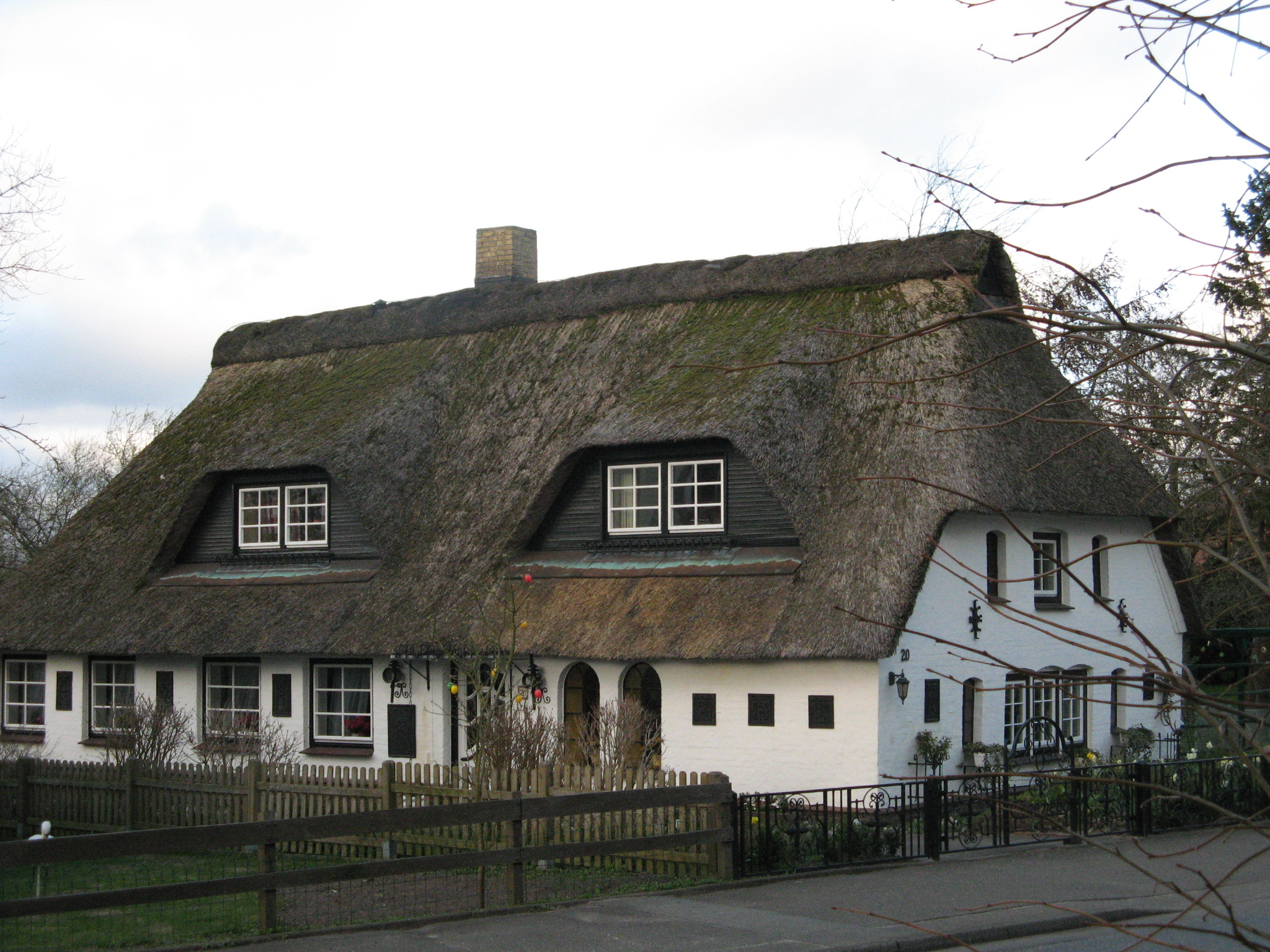
Traditionelles Haus in Hollingstedt

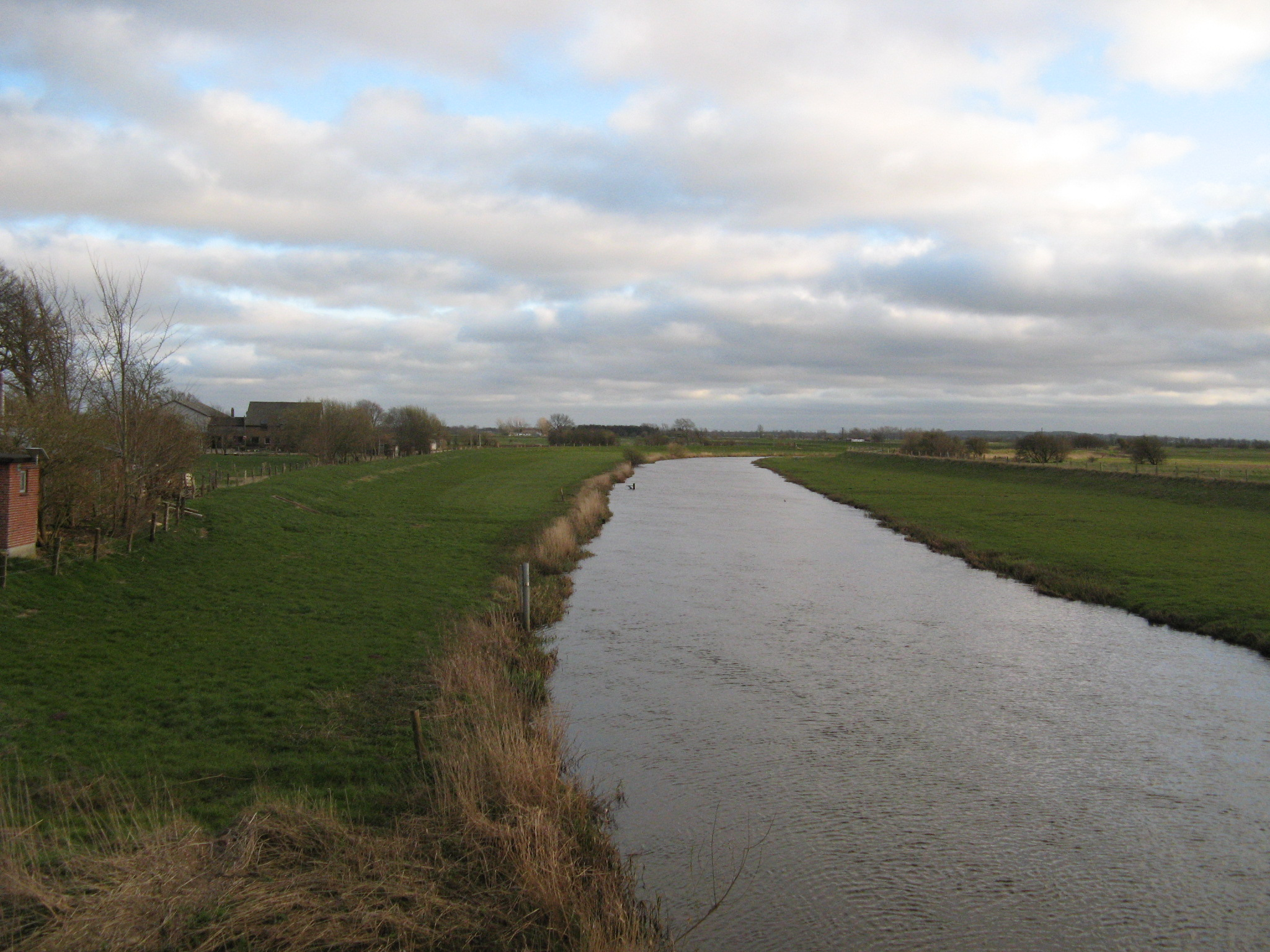
Die Treene bei Hollingstedt, Blick nach Süden

## Wirtschaft
Das Gemeindegebiet ist überwiegend landwirtschaftlich geprägt.

## Kultur

### Vereine
Neben einer Freiwilligen Feuerwehr und dem Sportverein gibt es in Hollingstedt auch einen Landfrauenverein, eine Schützengilde, einen Kirchenchor, einen Gospelchor sowie einen Jägerverein.

### Feste
Jedes Jahr Mitte August findet in Hollingstedt die Treenefete statt, die über 1000 Besucher hat.

### Kirche
Die Kirche St. Nikolai ist ein Denkmal aus dem 12. Jahrhundert. Das Gebäude besteht aus Tuff, der aus der Eifel über Rhein, Nordsee, Eider und Treene nach Hollingstedt gebracht wurde. Die Kirche steht knapp 100 Meter vom Ufer der Treene entfernt. Bei archäologischen Grabungen fanden sich in ihrer Nähe Reste einer Wikingersiedlung.

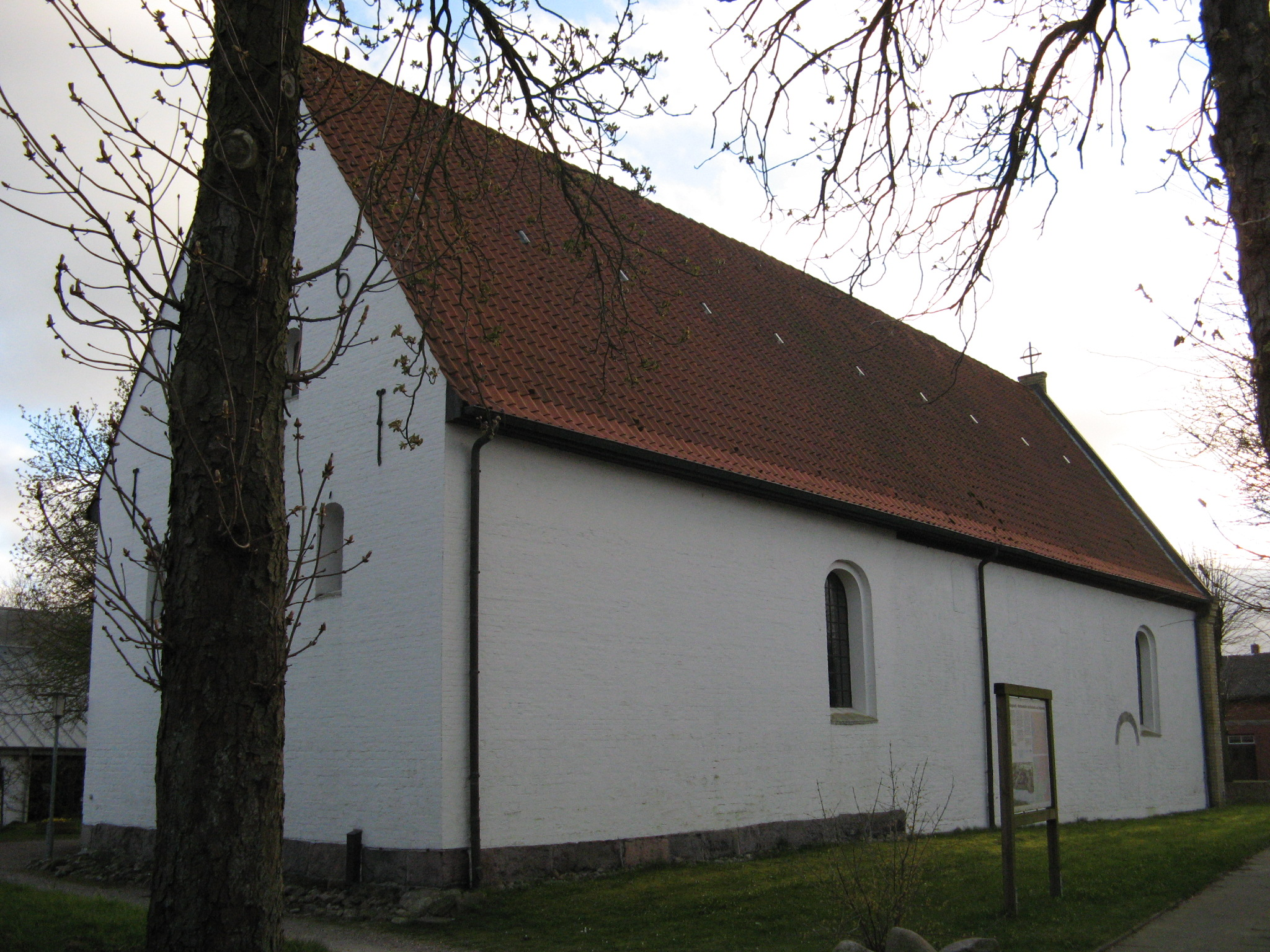
Tuffsteinkirche St. Nikolai
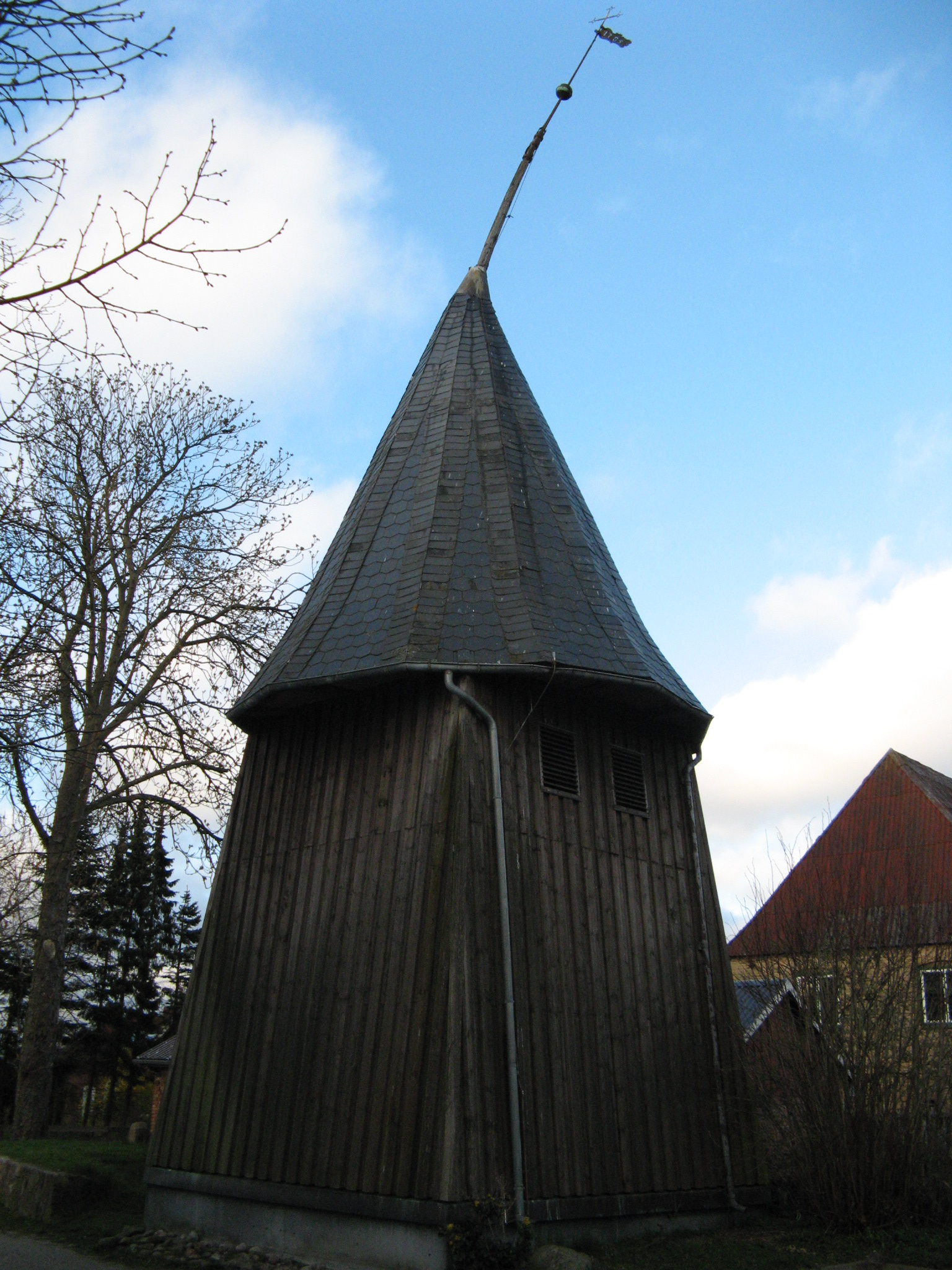
Glockenstapel vor der Kirche

### Museen

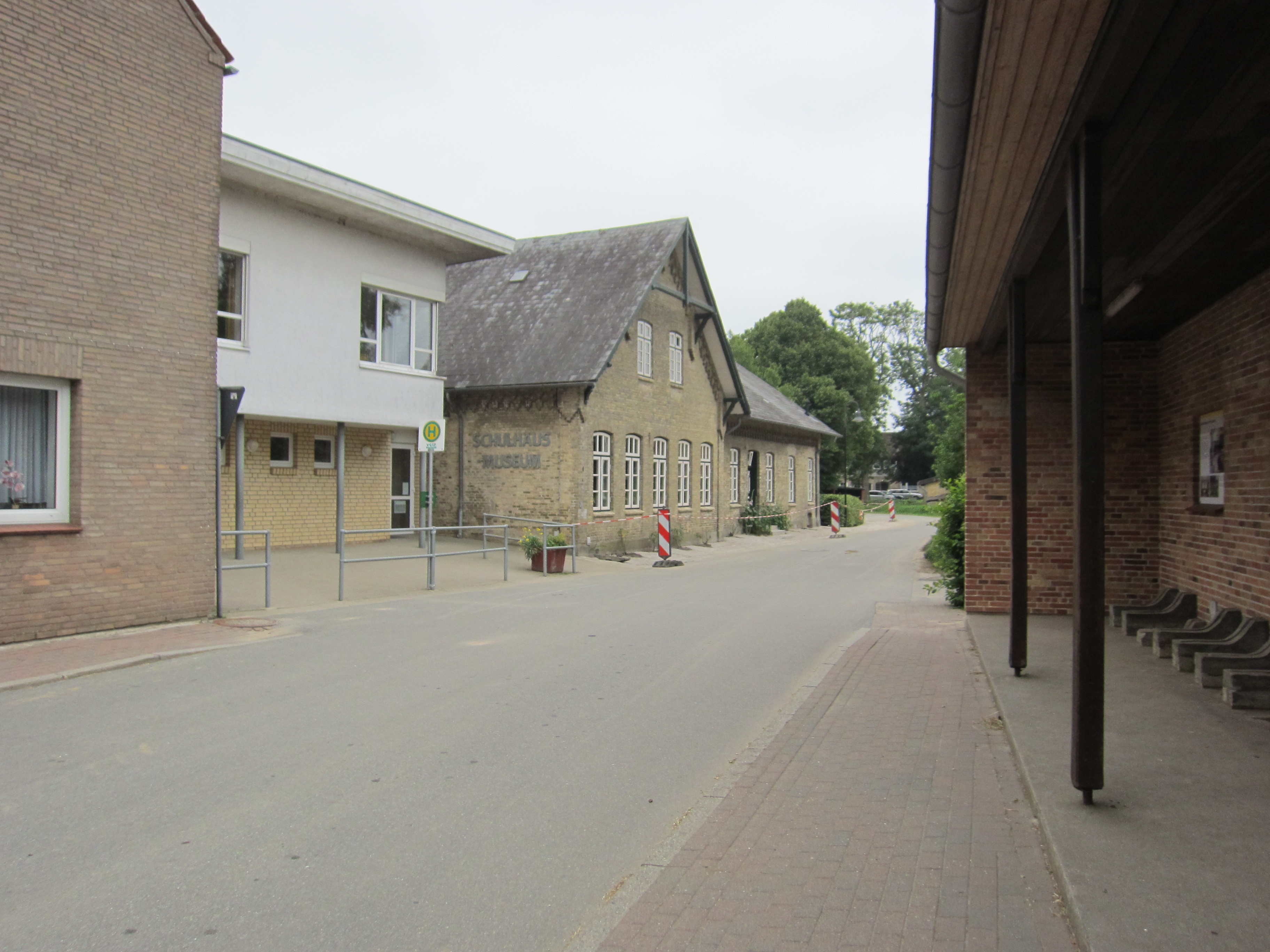
Schulhausmuseum Hollingstedt

Das Museum Hollinghuus stellt die Geschichte der Gemeinde vor.
Das Schulhausmuseum befindet sich noch im Schulgebäude selbst und stellt die Entwicklung einer Dorfschule dar. Mittelpunkt der Sammlung ist dabei ein Schulzimmer auf dem Stand von 1876.

### Kulturdenkmale
In der Liste der Kulturdenkmale in Hollingstedt (Treene) stehen die in der Denkmalliste des Landes Schleswig-Holstein eingetragenen Kulturdenkmale.

## Persönlichkeiten

### Söhne und Töchter der Gemeinde
- Heinrich August Mau (1806–1850), evangelischer Theologe
- Erik Eggers (* 1968), Historiker, Sportjournalist und Autor

### Personen mit Bezug zur Gemeinde
- Helene Nissen (* 1996), Singer-Songwriterin der Soul-, Blues- und Popmusik